# Svěcené oleje

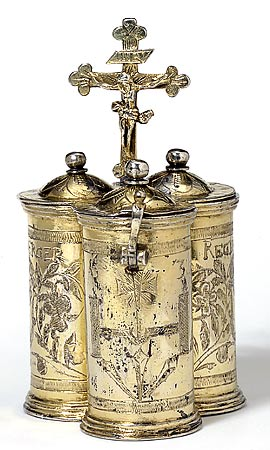
Schránka na tři druhy svěceného oleje pro katolickou liturgii; 1636

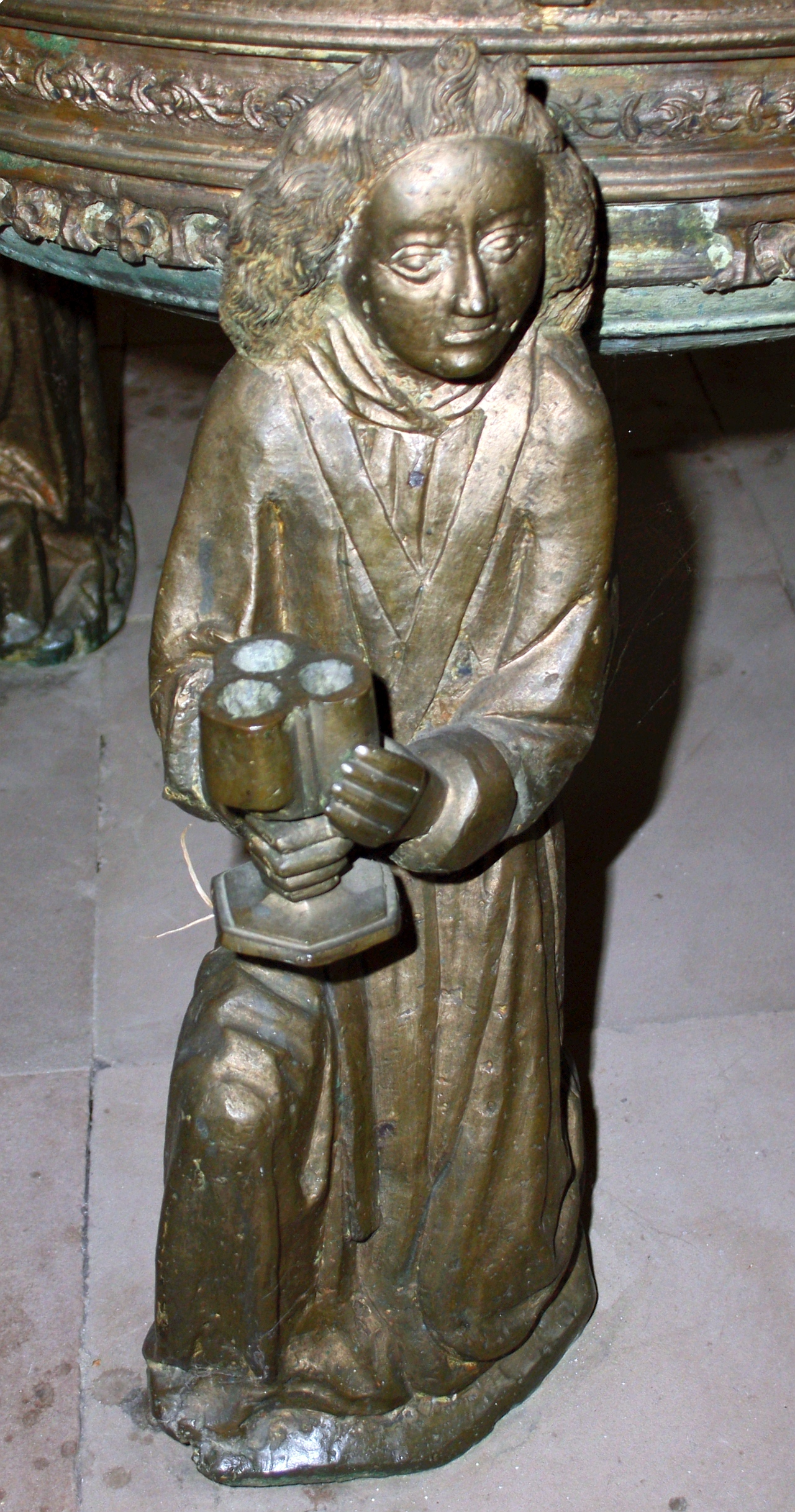
Postava nesoucí schránku na svěcené oleje, z křtitelnice v Möllnu, Šlesvicko-Holštýnsko 1509

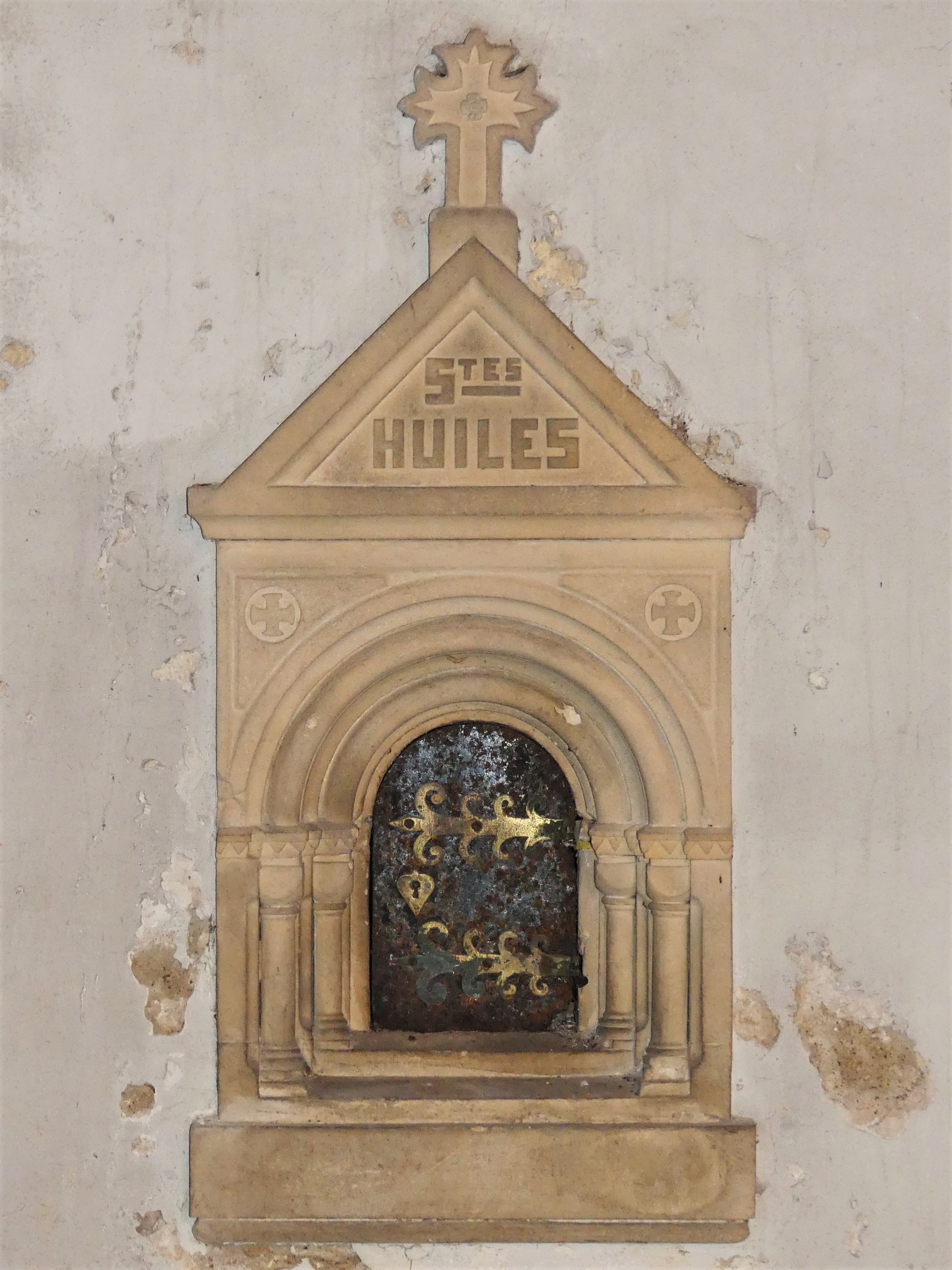
Výklenek pro svaté oleje ve zdi chrámu Saint-Cloud v Birasu (Francie)

Svěcené oleje (latinsky olea sancta, jednotné číslo Oleum sanctum) jsou v křesťanské liturgii svátostí olivové oleje speciálně požehnané a užívané k pomazání osob nebo k posvěcení chrámu či chrámových předmětů.

## Pojem a jeho rozsah

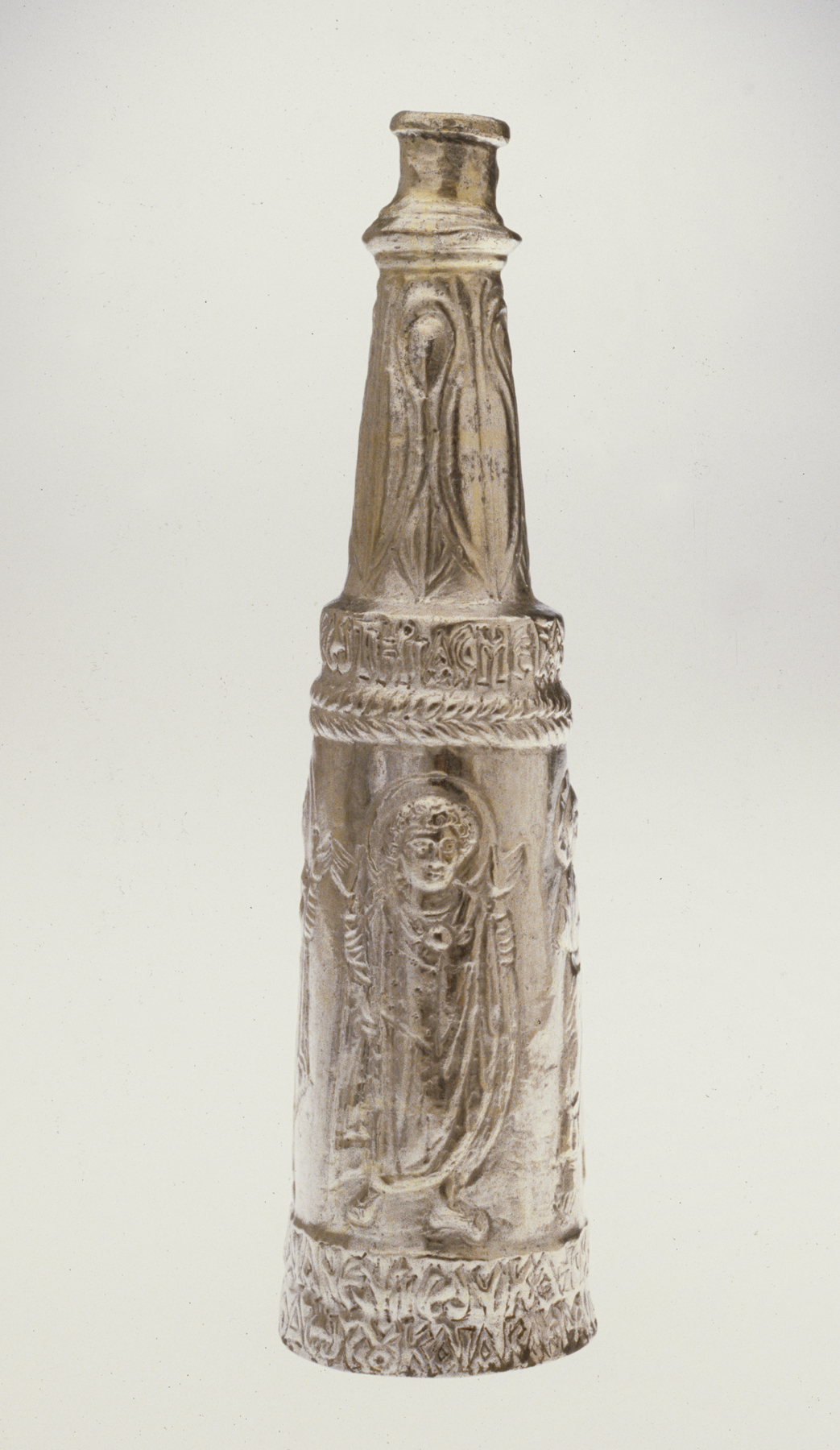
Byzantská ampule - lahvička na svěcený olej, 6. století, Sýrie

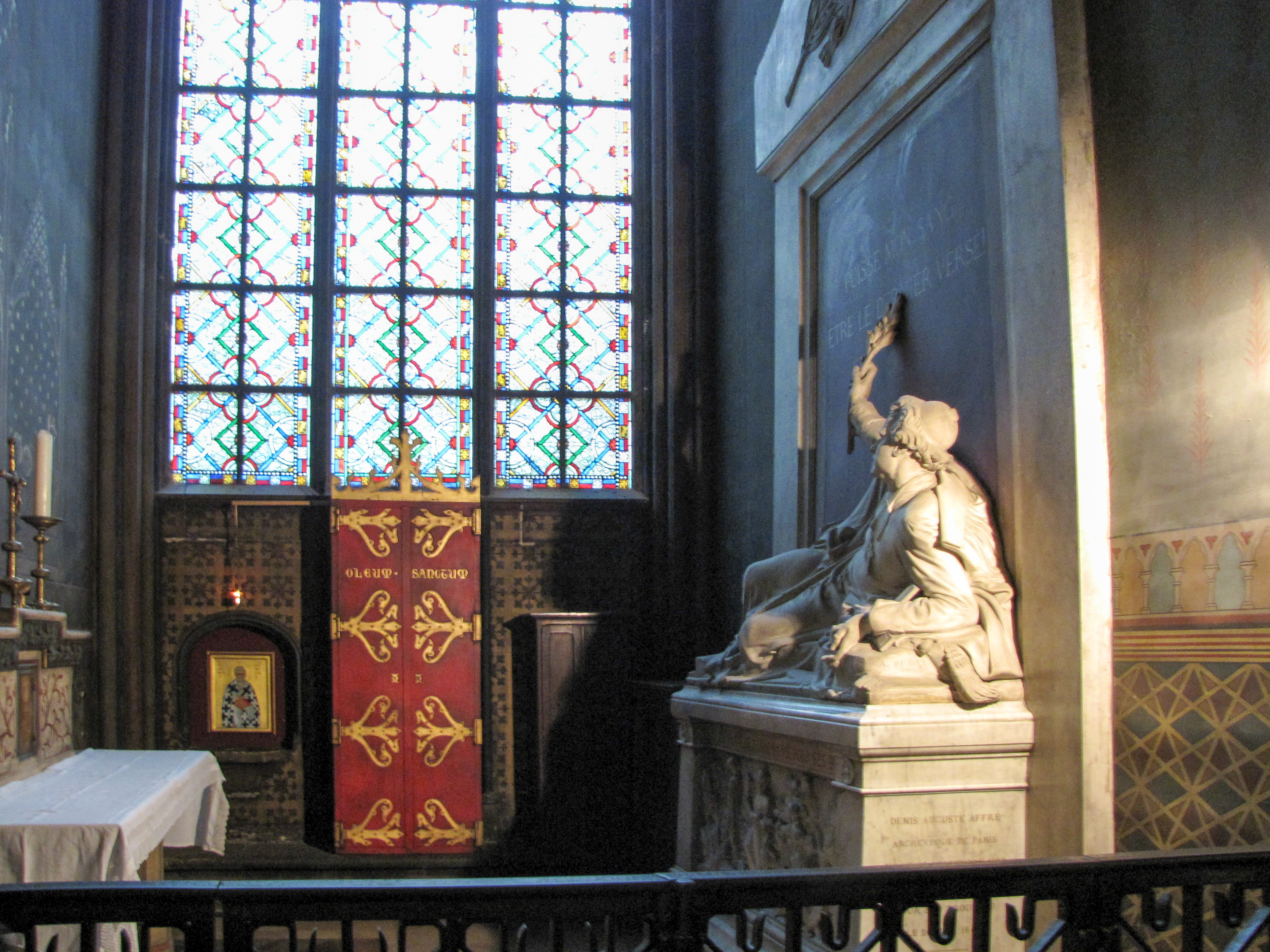
Skříň na svěcené oleje v kapli chrámu v Saint-Denis, Paříž

Slovo olej pochází z latinského termínu oleum, který je odvozen z řeckého élaion a označuje olej lisovaný z oliv. Může sloužit jako lék, parfém, jídlo či k osvětlení. Pro účely křesťanských obřadů se užívá olej s příměsí balzámu. Význam tohoto speciálního oleje je vyjádřen přídavným jménem svěcený. Oleje světí biskup (či arcibiskup) během mše svaté, která se slaví v každé diecézi během Svatého týdne. Jsou distribuovány ve velkých nádobách (konvích či lahvích) k uložení v kostelech, kde se postupně rozlévají do tří druhů nádobek označených podle svého využití. 

## Historie
V židovsko-křesťanské tradici býval král před svým nastolením pomazán olejem, který zakládal jeho královskou hodnost. Ve Starém zákoně například Samuel pomazal krále Saula i krále Davida. Pomazání olejem symbolizovalo zasvěcení člověka vyvoleného Bohem k vládě královskou mocí, kněžstvím nebo prorockým posláním.
Kristus je považován za pomazaného Boha, Mesiáše, obřadem pomazání se stal Božím prorokem. Jméno Kristus je řeckým překladem hebrejského termínu Mašiyachle a znamená „pomazaný“. Odtud se pak panovníci a světci označují "hlavy pomazané". 

## Využití
V křesťanské liturgii se používají tři druhy svatého oleje:
- olej exorcismu nebo katechumenů (oleum catechumenorum nebo oleum sanctum), tj. k přípravě na křest (děti jsou pomazány těsně před křtem, dospělí mohou být pomazáni při zvláštním obřadu); nádobka se označuje „O.C.“
- olej nemocných (oleum infirmorum) ke svátosti nemocných, tj. k pomazání při slavení svátosti nemocných, nikoliv nutně zaopatření křesťanů před smrtí; nádobka se označuje „O.I.“
- křižmo (sanctum chrisma), pro pomazání při křtu, biřmování, a svěcení kněží a biskupů, vysvěcení chrámových předmětů (kalichy, křtitelnice, zvony) a částí chrámu (oltáře, konsekrační kříže na stěnách. Nádobka se označuje „S.C.“ Ve zjednodušené verzi se značí písmeny C, I, S.

Olej katechumenů a křižmo se používají spolu s vodou při křtu.

## Nádoby a uložení
Od raně křesťanské doby slouží jako nádobky buď skleněné ampule, nebo keramické vázy typu lékythos,alabastron či pyxis), válcové kovové schránky (stříbrné, cínové, železné) s víčkem, zátkou či šroubovacím uzávěrem. V období gotiky byl zaveden typ nádobky se třemi spojenými válcovými prohlubněmi s jedním trojlistým víčkem, otvíracím na pant. Označení písmeny bylo zpravidla ryté na víčku. Pozdně gotické, renesanční a barokní nádobky mohou spočívat na noze s patkou. Svěcené oleje mají být uloženy v uzamčené skříni v kapli či v kredenci v sakristii kostela.  